# Serinova, Muş
Serinova là một thị trấn thuộc thành phố Muş, tỉnh Muş, Thổ Nhĩ Kỳ. Dân số thời điểm năm 2011 là 2.511 người.